# 멱등 행렬
대수학에서, 멱등 행렬(idempotent matrix)은 그 자체가 제곱해질 때 결국 자신을 산출하는 행렬이다. 즉, 행렬 M 은 MM = M 인 경우에 멱등원의 행렬이다. 이 제곱 MM 을 정의 하려면 M 이 반드시 정사각행렬이어야한다. 이 방법으로 보면, 멱등 행렬은 행렬 환의 멱등 요소이다.

## 예
{\displaystyle 2\times 2}
{\displaystyle {\begin{pmatrix}1&0\\0&1\end{pmatrix}}}
{\displaystyle {\begin{pmatrix}1&0\\0&0\end{pmatrix}}}
{\displaystyle 3\times 3}
{\displaystyle {\begin{pmatrix}2&-2&-4\\-1&3&4\\1&-2&-3\end{pmatrix}}}
{\displaystyle {\begin{pmatrix}1&0&0\\0&1&0\\0&0&1\end{pmatrix}}}

## 같이 보기
- 항등행렬
- 전치 행렬